# Вінісіус і Том
Вініцій і Том — офіційні талісмани відповідно для літніх Олімпійських і літніх Паралімпійських ігор 2016, які проходять у Ріо-де-Жанейро (Бразилія).

## Історія

Вініцій (ліворуч) і Том

Талісмани були представлені громадськості 23 листопада 2014 року, але тоді вони ще не мали імен. Імена талісманів визначено за допомогою інтернет-голосування. Вініцій і Том змагалися з іще двома парами імен і перемогли, набравши 44 відсотки з 323 327 голосів. Результати оголошено 14 грудня 2014 року. Іншими кандидатами були Оба і Еба та Тіба-Тукі і Ескідім. Згідно з видуманими історіями талісманів, вони обидва народились від радості бразильців після оголошення, що Ріо прийматиме Олімпійські ігри. Бренд-директор Бет Лула стверджує, що талісмани мають символізувати різноманіття бразильської культури і людей.
Вінісіуса названо на честь музиканта Вінісіуса де Мораеса. Він уособлює бразильську фауну й наділений рисами деяких хребетних: спритність котів, розгойдування мавп і грація птахів. Він може розтягувати руки і ноги наскільки забажає. Паралімпійський талісман Том названий на честь музиканта Тома Жобіна. Він уособлює рослини бразильських лісів і може витягнути будь-який предмет із своєї листяної голови. Він завжди росте і долає перешкоди.
Дизайн талісманів для Олімпійських та Паралімпійських ігор розробила дизайнерська й анімаційна компанія Birdo (Сан-Паулу), що є володаркою багатьох міжнародних нагород. Компанію Birdo обрали за результатами національного тендеру, в якому взяли участь рекламні, дизайнерські, ілюстраційні та анімаційні компанії.
Анімаційний фільм з цими талісманами вийшов 5 серпня 2015 року на телеканалі Cartoon Network.

## Мерчендайзинг
Компанія Lego створила конструкторський набір з Вісініуса і Тома. Вперше у своїй історії Lego використала офіційні талісмани Олімпійських ігор.